# System (Nationalsozialismus)
Mit dem Begriff System bezeichneten Nationalsozialisten im verächtlichen Sinne die Weimarer Republik und – in Österreich – den austrofaschistischen „Ständestaat“ unter Engelbert Dollfuß und seinem Nachfolger Kurt Schuschnigg.
Abwertend und verächtlich gemeint war Systemzeit ein weitverbreiteter Begriff, mit dem die Nationalsozialisten im Deutschen Reich die Zeitspanne von 1918 bis zur „Machtergreifung“ 1933 beschrieben. In Österreich wiederum wurde der Begriff für die Zeit vom Betätigungsverbot der NSDAP im Juni 1933 bis zum „Anschluss“ 1938 verwendet. Weitere Komposita wie zum Beispiel Systempartei, Systempolitiker, Systembeamter oder Systempresse waren im Sprachgebrauch der Nationalsozialisten gängig.

## Verwendung
„Wenn aber der Nationalsozialist ‚das System‘ sagt, so meint er ausschließlich das System der Weimarer Verfassung. Das Wort ist in dieser Spezialanwendung der LTI – nein, vielmehr erweitert zur Bezeichnung des gesamten Zeitabschnittes von 1918 bis 1933 – sehr rasch populär geworden …“

Im Wahlaufruf der NSDAP vom März 1932 hieß es: „Der Führer […] fordert heute im Namen dieses Volkes das System in die Schranken.“ Im abwertenden Sinne war der Ausdruck „Systemzeit“ in den 1920er Jahren auch von konservativen und völkischen Kreisen benutzt worden. Auch in der Gegenwart wird der Begriff, etwa von der rechtsextremen FPÖ in Österreich, verwendet.